# Roms de Grèce
En Grèce, les Roms sont appelés Tsiganoi ou Gyftoi (« Gitans »).
Leur nombre varie selon les estimations entre 170 000 et 300 000 personnes.
La grande majorité d'entre eux ont des conditions de vie très précaires. En 2022, 96,6 % des Roms vivent dans la pauvreté et 68 % sont sans-abri.

## Histoire
L'histoire des Roms en Grèce remonte au XIe siècle. Le nom de Gitans qui leur est parfois appliqué leur a d'abord été donné par les Grecs, qui les croyaient originaires d'Égypte. En raison de leur mode de vie nomade, ils ne se sont pas concentrés dans une aire géographique particulière, mais dispersés dans tout le pays.

## Conditions de vie
Les Roms sont répartis sur tout le territoire grec, principalement dans les périphéries des agglomérations. Parmi leurs principaux foyers, figurent Agía Varvára, qui abrite une communauté rom florissante, et Áno Liósia, où les conditions de vie sont moins bonnes. Cependant, c'est à Agía Varvára qu'entre 1998 et 2002, 502 enfants roms albanais ont disparu de la fondation grecque pour les enfants. Les autorités n'ont enquêté sur ces cas qu'après y avoir été enjointes par l'Union européenne, ce qui n'a permis de retrouver que quatre enfants. Selon un rapport du gouvernement à la Commission européenne, les enfants disparus ont probablement été vendus à des trafiquants d'êtres humains, en tant qu'esclaves sexuels ou pour le prélèvement d'organes,.
Le nombre des Roms, de 200 000 selon le gouvernement, serait d'après la commission nationale pour les droits humains plus près de 250 000 et d'après le groupe d'observation des accords d'Helsinki, de 300 000.
Les Roms ont préservé dans une large mesure leurs coutumes et leurs traditions. Bien que beaucoup d'entre eux aient adopté un mode de vie sédentaire et urbain, il existe encore des campements dans certains secteurs. Les nomades qui y vivent se distinguent souvent fortement du reste de la population.
Par suite, entre autres, de la négligence des institutions, les populations roms sont confrontées dans le pays à plusieurs difficultés, dont un niveau élevé de travail des enfants et de maltraitance, une faible assiduité scolaire, la discrimination policière et le trafic de drogue. Le problème le plus sérieux est celui du logement, notamment pour les Roms qui vivent encore sous la tente, sur des terrains qui ne leur appartiennent pas, exposés aux expulsions. Au cours de la dernière décennie, ces questions ont bénéficié d'une attention plus large et de quelques fonds publics.
En deux occasions, le comité européen des droits sociaux a déclaré la Grèce en contravention avec la charte sociale européenne, de par sa politique envers les Roms en matière de logement,.
Les Roms, comme d'autres minorités, sont particulièrement exposés aux violences policières. Dans son rapport publié en juin 2022, le médiateur grec du citoyen a souligné que les migrants et les minorités étaient « systématiquement » victimes de discrimination et pris pour cible par la police.

## Religion et langue
La majorité des Roms grecs sont orthodoxes, parlent le romani en plus du grec et ont pris des noms grecs. La plupart de ceux qui vivent en Thrace occidentale sont musulmans et ont adopté une identité turque.

## Personnalités
- Sotis Volanis (en)
- Vassilis Saleas (en)
- Chrístos Patsatzóglou